# Palazzetto della Jole
Il Palazzetto della Jole è il primo nucleo quattrocentesco del Palazzo Ducale di Urbino. Fu commissionato nel 1445 da Federico da Montefeltro ad architetti fiorentini capeggiati da Maso di Bartolomeo. Il nome deriva dalla figura mitologica di Jole, amante di Ercole, che si trova scolpita sul camino del primo ambiente del piano nobile, opera di Michele di Giovanni da Fiesole. Oggi fa parte, col resto del Palazzo Ducale, della Galleria Nazionale delle Marche.

## Storia
Fin dalla salita al potere nel 1444 Federico nutriva il desiderio di trasformare la città di Urbino in una capitale moderna, confortevole, razionale e bella. A questo scopo tese tutti i suoi sforzi nei quasi quarant'anni di governo e, grazie alle sue straordinarie doti unite a una notevole fortuna, arrivò a un soffio dalla piena realizzazione. Prima degli interventi di Federico Urbino si presentava come una cittadina arroccata su due colli contigui, dalla forma allungata e irregolare cinta da un giro di mura. L'asse viario principale tagliava la città lungo la parte più bassa tra i due colli, conducendo da un lato verso il mare e dall'altro verso i passi appenninici per Perugia e il Lazio. La residenza ducale era un semplice palazzo sul colle meridionale, al quale si aggiungeva un vicino castellare, sull'orlo del dirupo verso la Porta Valbona. 
Il progetto più ambizioso di Federico da Montefeltro fu la costruzione di Palazzo Ducale. 
Nel 1445 circa Federico fece innanzitutto congiungere i due edifici ducali antichi, chiamando architetti fiorentini (capeggiati da Maso di Bartolomeo) che edificassero un palazzo intermedio, il palazzetto della Jole, appunto.

## Descrizione

Sala di Ercole e Jole, Appartamento di Jole

Il palazzetto della Jole è a tre piani, in stile austero semplice e tipicamente toscano. Esso è inglobato nel lato lungo del palazzo, in particolare nella porzione affacciata su piazza Rinascimento con le bifore. Le cinque bifore marmoree s'ispirano al modello fiorentino di palazzo Medici-Riccardi, con paraste interne che reggono gli archetti. Alcuni hanno ipotizzato un disegno di Fra Carnevale, vista la somiglianza con l'incorniciatura lignea di un suo polittico già a Cagli o a Loreto. 
L'interno venne decorato con alcuni sobri accenti antichizzanti negli arredi, come nei fregi e nei camini, incentrati sulla celebrazione di Ercole e delle virtù belliche, legate alla fortunata attività di condottiero del Duca. Tra gli scultori e scalpellini impegnati nell'impresa
spicca Michele di Giovanni da Fiesole detto "Greco".

## Il Museo
Sette sale del piano nobile fanno parte della Galleria Nazionale delle Marche. 
In questa sezione, tra le opere vi è l'alcova di Federico da Montefeltro (di Giovanni da Camerino), rara testimonianza di arredamento del Quattrocento, in quanto questo fu l'appartamento abitato da Federico non ancora duca, in attesa della fine della costruzione della sua sontuosa dimora sul lato opposto del palazzo denominato Appartamento del Duca. 
In queste sale si trovano le sculture del primo rinascimento (Luca della Robbia, Michele di Giovanni da Fiesole detto il Greco, Agostino di Duccio, Francesco di Giorgio Martini); le sale V e VI ospitano invece opere del primo Quattrocento marchigiano; nell'ultima sala, allestita in tempi recenti, si trovano opere pittoriche del XIV secolo.